# Offerle, Kansas
Offerle là một thành phố thuộc quận Edwards, tiểu bang Kansas, Hoa Kỳ. Năm 2010, dân số của xã này là 199 người.

## Dân số
Dân số các năm:
- Năm 2000: 220 người
- Năm 2010: 199 người